# Attention Tour
Attention Tour (estilizado em letras maiúsculas) foi a sexta turnê mundial da artista musical estadunidense Miley Cyrus, em suporte de seu sétimo álbum de estúdio Plastic Hearts (2020), a primeira desde a Milky Milky Milk Tour realizada em 2015.
É a primeira vez que Miley retorna para concertos na América do Sul, isso desde 2014 com a Bangerz Tour. Os shows ocorreram em festivais de música como o Lollapalooza, e aconteceram nos Estados Unidos, Argentina, Chile, Colômbia, Brasil e México.

## Antecedentes
"Já faz quase 7 anos desde que eu fiz um show na América do Sul! Ansiosa para começar 2022 com vocês! Tenho a sensação de que isso vai ser DIVERTIDO!"

Cyrus anunciando a vinda de concertos para a América do Sul.
Em maio de 2019, Cyrus lançou o seu segundo extended play (EP) She Is Coming, no qual originalmente planejado em ser o primeiro de três EPs de seis canções cada –seguido por She Is Here e She Is Everything– que juntos formariam o seu sétimo álbum de estúdio, She Is Miley Cyrus. No entanto, devido à sua cirurgia nas cordas vocais, a estréia de sua participação na série Black Mirror, seu divórcio em 2020 e a pandemia de COVID-19, os dois últimos (EP) foram cancelados e o álbum completo adiado e retrabalhado. Assim, em novembro de 2020, a cantora lançou o seu tão aguardado sétimo álbum de estúdio entitulado dessa vez como Plastic Hearts. Em 2021, após 8 anos na RCA, Miley decidiu encerrar o contrato com a gravadora, assinando posteriormente com a Columbia Records.

## Músicas
O repertório original da turnê consistia em vinte e duas canções, das quais seis foram do álbum Plastic Hearts (2020), incluindo seu primeiro single: "Midnight Sky". Também incluiu dez singles lançados entre os anos de 2007 e 2019; estes em ordem cronológica são: "See You Again", "7 Things", "Fly on the Wall", "The Climb", "Party in the U.S.A.", "We Can't Stop", "23", "Wrecking Ball", "Nothing Breaks Like a Heart" e "Mother's Daughter", esta última foi adicionada de última hora após a música parar no primeiro lugar no iTunes no Brasil, graças a uma campanha de fãs brasileiros pedindo para incluí-la no repertório. Também incluía três músicas que não eram singles; "SMS (Bangerz)" e "4x4" do álbum Bangerz (2013), e "Dooo It!" do álbum Miley Cyrus & Her Dead Petz (2015). Cyrus também regravou as músicas "Jolene", "Bang Bang (My Baby Shot Me Down)" de Dolly Parton e Cher, respectivamente, incluindo também elementos de "Where Is My Mind?" " do Pixies durante "We Can't Stop". Nenhuma música do álbum "Younger Now" foi interpretada na turnê.

## Repertório
A setlist contém algumas músicas de todos os sete álbuns de estúdio da cantora, além de trazer repertórios antigos e de seus dois EP's.
1. "We Can't Stop" (com elementos de "Where Is My Mind?")
2. "WTF Do I Know"
3. "Plastic Hearts"
4. "Hearts Of Glass"
5. "Mother's Daughter"
6. "4x4"
7. "SMS (Bangerz)"
8. "Dooo It!"
9. "23"
10. "Never Be Me"
11. "7 Things"
12. "Bang Bang (My Baby Shot Me Down)"
13. "See You Again"
14. "Fly on the Wall"
15. "High"
16. "Nothing Breaks Like a Heart"
17. "Jolene"
18. "Midnight Sky"
19. "The Climb"

Encore
1. "Wrecking Ball" x "Nothing Compares 2 U"
2. "Party in the U.S.A."

- Durante o show no Chile, Cyrus cantou um trecho de "Hoedown Throwdown" a pedido de um fã.
- Durante o show na Colômbia, Cyrus cantou "Angels Like You" pelo fato da música ter ficado em n°1 no iTunes do país.
- Durante o show no Brasil, Cyrus cantou "Angels Like You" em homenagem ao baterista Taylor Hawkins da banda Foo Fighters, que havia falecido um dia antes desse show, além de cantar "Boys Don't Cry" com a cantora Anitta.

## Álbum ao vivo
Ao final do show em São Paulo, Cyrus anunciou seu primeiro álbum ao vivo entitulado Attention: Miley Live, que continha gravações em formato de áudio do concerto da cantora em Los Angeles. O álbum foi lançado no dia 01 de abril contendo 20 faixas, além de conter uma versão deluxe lançada no dia 29 de abril incluíndo mais 06 faixas, já essas de dois concertos na América do Sul.

## Datas
| 29 de julho de 2021     | Chicago          | Estados Unidos | Grant Park                   |
| 4 de setembro de 2021   | Napa             | Estados Unidos | Napa Valley Expo             |
| 17 de setembro de 2021  | Milwaukee        | Estados Unidos | Henry Maier Festival Park    |
| 19 de setembro de 2021  | Atlanta          | Estados Unidos | Piedmont Park                |
| 1 de outubro de 2021    | Austin           | Estados Unidos | Zilker Park                  |
| 8 de outubro de 2021    | Austin           | Estados Unidos | Zilker Park                  |
| 12 de fevereiro de 2022 | Los Angeles      | Estados Unidos | Staples Center               |
| América do Sul          |                  |                |                              |
| 18 de março de 2022     | Buenos Aires     | Argentina      | Hipódromo de San Isidro      |
| 19 de março de 2022     | Santiago         | Chile          | Estádio Monumental           |
| 21 de março de 2022     | Bogotá           | Colômbia       | Movistar Arena               |
| 26 de março de 2022     | São Paulo        | Brasil         | Autódromo de Interlagos      |
| América do Norte        |                  |                |                              |
| 20 de novembro de 2022  | Cidade do México | México         | Autódromo Hermanos Rodríguez |

### Apresentações canceladas
| Data                | Cidade    | País     | Local         | Motivo |
| ------------------- | --------- | -------- | ------------- | --- |
| 23 de março de 2022 | Assunción | Paraguai | Espacio Idesa | Chuva forte e trovoadas; o avião que transportava Cyrus, sua família e equipe foi desviado para pousar em Ciudad del Este após ser atingido por um raio. |